# La Genête
La Genête est une commune française située dans le département de Saône-et-Loire, en région Bourgogne-Franche-Comté.

## Géographie
La Genête fait partie de la Bresse louhannaise. La Sâne Vive conflue avec la Seille sur le territoire de la commune.

### Climat
Pour des articles plus généraux, voir Climat de la Bourgogne-Franche-Comté et Climat de Saône-et-Loire.
En 2010, le climat de la commune est de type climat océanique dégradé des plaines du Centre et du Nord, selon une étude du Centre national de la recherche scientifique s'appuyant sur une série de données couvrant la période 1971-2000. En 2020, Météo-France publie une typologie des climats de la France métropolitaine dans laquelle la commune est exposée à un climat semi-continental et est dans la région climatique Bourgogne, vallée de la Saône, caractérisée par un bon ensoleillement (1 900 h/an), un été chaud (18,5 °C), un air sec au printemps et en été et des vents faibles.
Pour la période 1971-2000, la température annuelle moyenne est de 11,5 °C, avec une amplitude thermique annuelle de 18 °C. Le cumul annuel moyen de précipitations est de 931 mm, avec 11,5 jours de précipitations en janvier et 7,6 jours en juillet. Pour la période 1991-2020, la température moyenne annuelle observée sur la station météorologique de Météo-France la plus proche, « Romenay », sur la commune de Romenay à 6 km à vol d'oiseau, est de 11,8 °C et le cumul annuel moyen de précipitations est de 983,9 mm. 
La température maximale relevée sur cette station est de 40,7 °C, atteinte le 12 août 2003 ; la température minimale est de −19,5 °C, atteinte le 17 janvier 1985,,.
Les paramètres climatiques de la commune ont été estimés pour le milieu du siècle (2041-2070) selon différents scénarios d'émission de gaz à effet de serre à partir des nouvelles projections climatiques de référence DRIAS-2020. Ils sont consultables sur un site dédié publié par Météo-France en novembre 2022.

## Urbanisme

### Typologie
Au 1er janvier 2024, La Genête est catégorisée commune rurale à habitat dispersé, selon la nouvelle grille communale de densité à sept niveaux définie par l'Insee en 2022.
Elle est située hors unité urbaine et hors attraction des villes,.

### Occupation des sols
L'occupation des sols de la commune, telle qu'elle ressort de la base de données européenne d’occupation biophysique des sols Corine Land Cover (CLC), est marquée par l'importance des territoires agricoles (65 % en 2018), en diminution par rapport à 1990 (67,8 %). La répartition détaillée en 2018 est la suivante : prairies (28,8 %), forêts (28,6 %), zones agricoles hétérogènes (20,6 %), terres arables (15,6 %), zones urbanisées (6,5 %). L'évolution de l’occupation des sols de la commune et de ses infrastructures peut être observée sur les différentes représentations cartographiques du territoire : la carte de Cassini (XVIIIe siècle), la carte d'état-major (1820-1866) et les cartes ou photos aériennes de l'IGN pour la période actuelle (1950 à aujourd'hui).

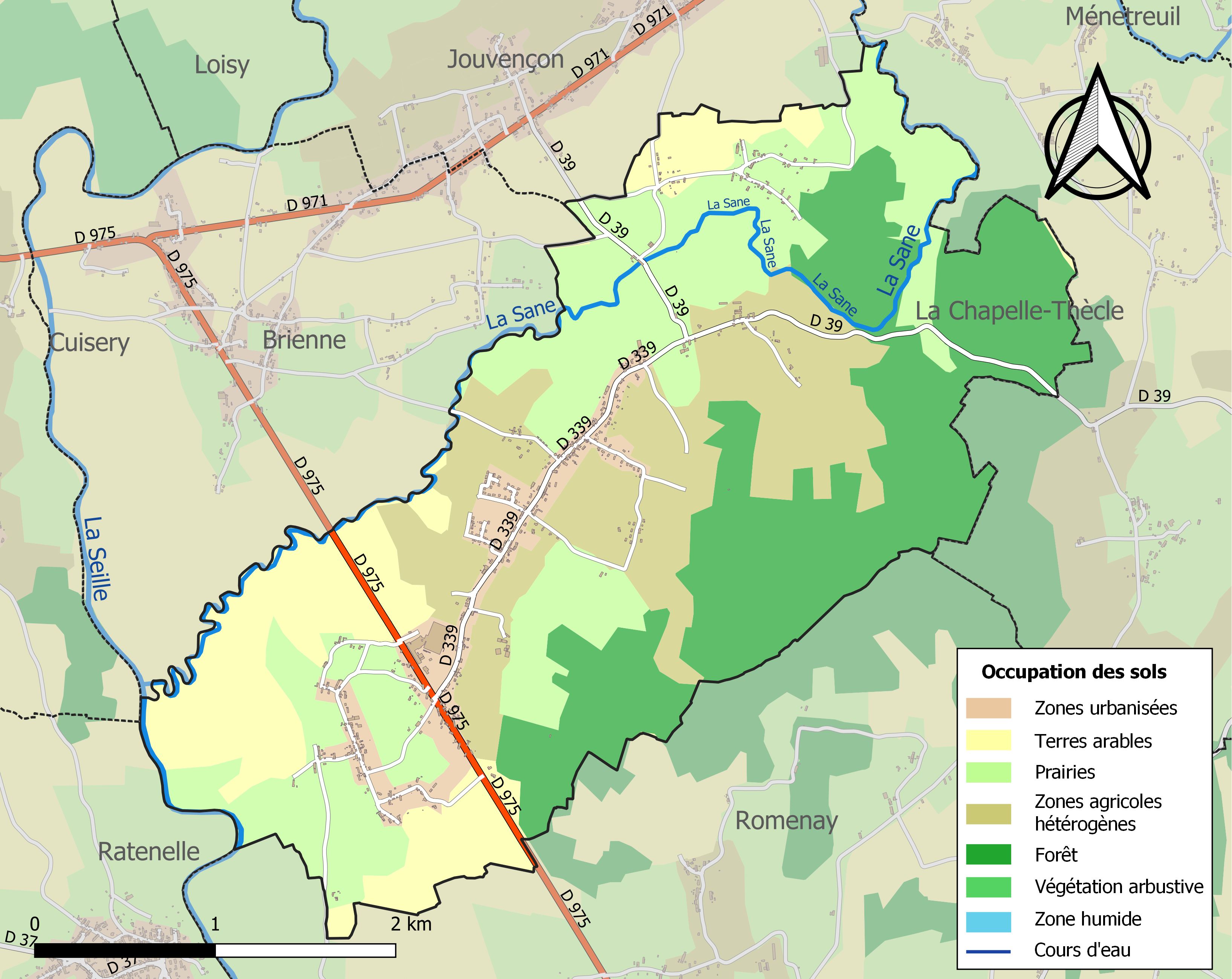
Carte des infrastructures et de l'occupation des sols de la commune en 2018 (CLC).

## Histoire
La paroisse de la Genête faisait partie, sous l'Ancien Régime, du diocèse de Lyon et de l'archiprêtré de Bâgé.

## Toponymie
En 1462 : La Genette, en 1500 Cuvia Sancte - Marioe Villanovae De Genesta, en 1558 La Guenette, en 1628 Genette, en 1754 La Genette, en 1780 La Geneste.

## Politique et administration

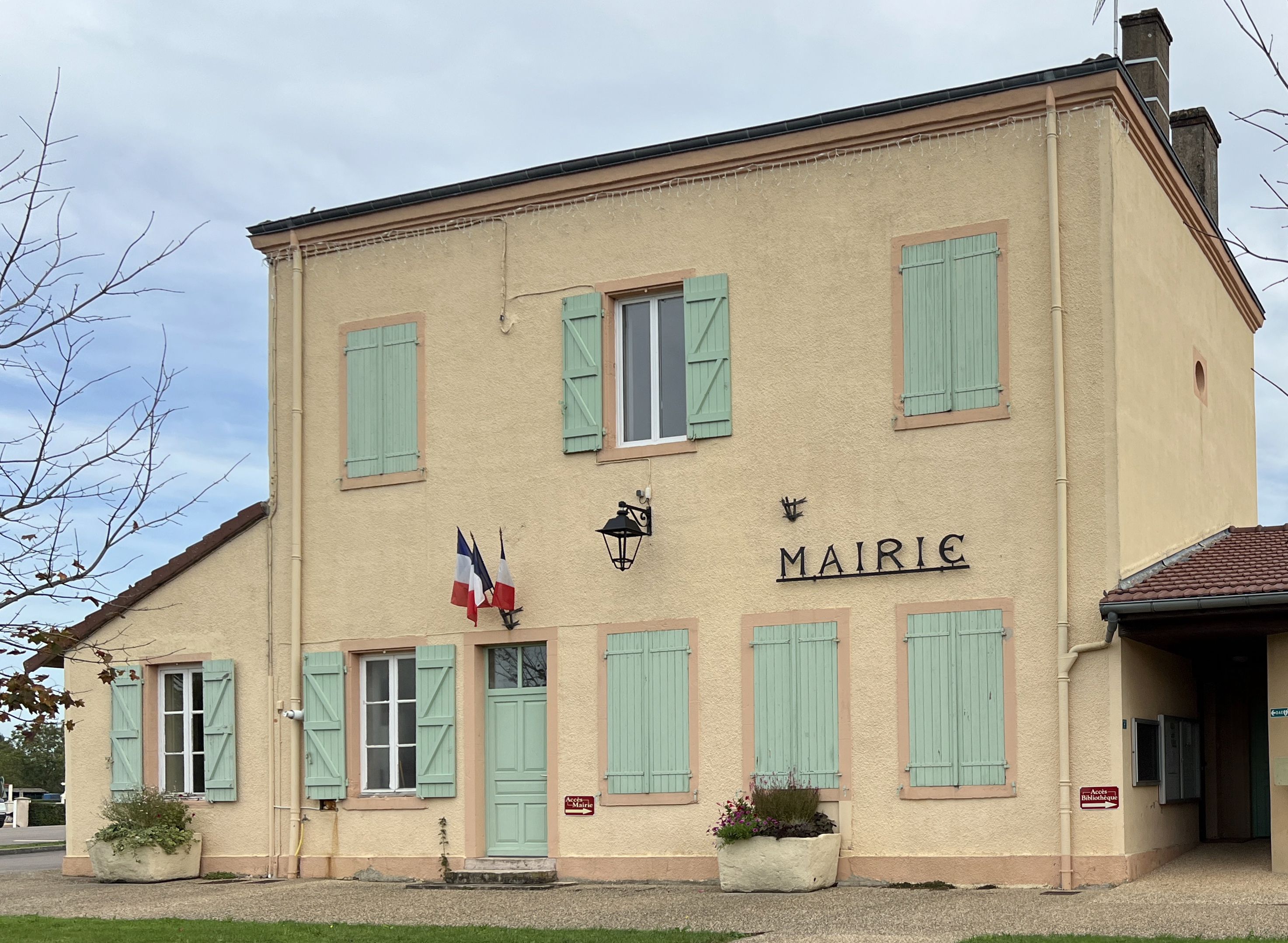
Mairie.

### Tendances politiques et résultats

#### Élections législatives
Le village de La Genête faisant partie de la quatrième circonscription de Saône-et-Loire, place lors du 1er tour des élections législatives françaises de 2017, Stéphane Gros (LR) avec 22,22 % des suffrages. Mais lors du second tour, il s'agit de Cécile Untermaier (PS) qui arrive en tête avec 58,13 % des suffrages.
Lors du 1er tour des élections législatives françaises de 2022, Valérie Deloge (RN) est en tête avec 39,15 % des suffrages. Mais lors du second tour, il s'agit de Cécile Untermaier (PS), députée sortante, qui arrive en tête avec 51,94 % des suffrages.

#### Élections régionales
Le village de La Genête place la liste « Pour une Région Qui Vous Protège » menée par Julien Odoul (RN), en tête, dès le 1er tour des élections régionales de 2021 en Bourgogne-Franche-Comté, avec 31,65 % des suffrages. Mais lors du second tour, les habitants décideront de placer la liste de « Notre Région Par Cœur » menée par Marie-Guite Dufay, présidente sortante (PS) en tête, avec cette fois-ci, près de 35,21 % des suffrages. Devant les autres listes menées par Julien Odoul (RN) en seconde position avec 34,51 %, Gilles Platret (LR), troisième avec 26,76 % et en dernière position celle de Denis Thuriot (LaREM) avec 3,52 %. Il est important de souligner une abstention record lors de ces élections qui n'ont pas épargné le village de la Genête avec lors du premier tour 68,10 % d'abstention et au second, 67,89 %.

#### Élections départementales
Le village de La Genête faisant partie du canton de Cuiseaux place le binôme de Frédéric Cannard (DVG) et Sylvie Chambriat (DVG), en tête, dès le 1er tour des élections départementales de 2021 en Saône-et-Loire avec 35,46 % des suffrages. Lors du second tour, les habitants décideront de placer de nouveau le binôme de Frédéric Cannard (DVG) et Sylvie Chambriat (DVG), en tête, avec cette fois-ci, près de 51,20 % des suffrages. Devant l'autre binôme menée par Sébastien Fierimonte (DIV) et Carole Rivoire-Jacquinot (DIV) qui obtient 48,80 %. Il est important de souligner une abstention record lors de ces élections qui n'ont pas épargné le village de la Genête avec lors du premier tour 68,10 % d'abstention et au second, 67,89 %.

### Liste des maires de La Genête
| Période                                  | Période  | Identité        | Étiquette           | Qualité                   |
| ---------------------------------------- | -------- | --------------- | ------------------- | ------------------------- |
| 1936                                     | 1945     | Fernand Loisy   |                     | Maire                     |
| 1945                                     | 1947     | Auguste Collin  |                     | Maire                     |
| 1947                                     | 1977     | George Perrault |                     | Maire                     |
| mars 1977                                | 2007     | Paul Perrault   | RPR (jusqu'en 2002) | Maire, conseiller général |
| 2007                                     | 2018     | Philippe Taton  |                     | Maire                     |
| 2018                                     | en cours | Bernard Comtet  |                     |                           |
| Les données manquantes sont à compléter. |          |                 |                     |                           |

## Démographie
L'évolution du nombre d'habitants est connue à travers les recensements de la population effectués dans la commune depuis 1793. Pour les communes de moins de 10 000 habitants, une enquête de recensement portant sur toute la population est réalisée tous les cinq ans, les populations de référence des années intermédiaires étant quant à elles estimées par interpolation ou extrapolation. Pour la commune, le premier recensement exhaustif entrant dans le cadre du nouveau dispositif a été réalisé en 2005.

En 2022, la commune comptait 567 habitants, en évolution de −0,7 % par rapport à 2016 (Saône-et-Loire : −1,06 %, France hors Mayotte : +2,11 %).
| 1793 | 1800 | 1806 | 1821 | 1831 | 1836 | 1841 | 1846 | 1851 |
| ---- | ---- | ---- | ---- | ---- | ---- | ---- | ---- | ---- |
| 611  | 776  | 744  | 782  | 828  | 778  | 750  | 759  | 753  |

| 1856 | 1861 | 1866 | 1872 | 1876 | 1881 | 1886 | 1891 | 1896 |
| ---- | ---- | ---- | ---- | ---- | ---- | ---- | ---- | ---- |
| 778  | 787  | 806  | 809  | 827  | 795  | 754  | 762  | 757  |

| 1901 | 1906 | 1911 | 1921 | 1926 | 1931 | 1936 | 1946 | 1954 |
| ---- | ---- | ---- | ---- | ---- | ---- | ---- | ---- | ---- |
| 763  | 754  | 721  | 612  | 578  | 553  | 554  | 525  | 449  |

| 1962 | 1968 | 1975 | 1982 | 1990 | 1999 | 2005 | 2006 | 2010 |
| ---- | ---- | ---- | ---- | ---- | ---- | ---- | ---- | ---- |
| 365  | 312  | 312  | 389  | 405  | 454  | 522  | 533  | 550  |

| 2015 | 2020 | 2022 | - | - | - | - | - | - |
| ---- | ---- | ---- | - | - | - | - | - | - |
| 564  | 567  | 567  | - | - | - | - | - | - |

## Lieux et monuments

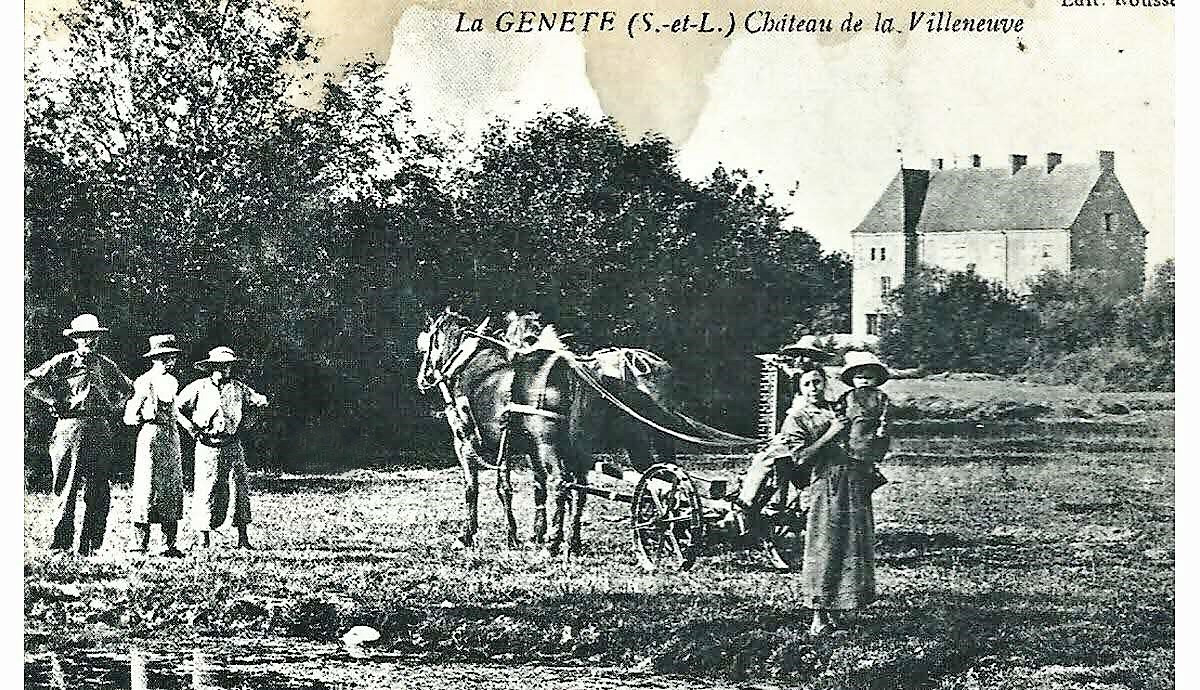
Château de la Villeneuve.

Plusieurs sites d'intérêt sont à observer sur le territoire de La Genête.
- Le château de la Villeneuve. Seul subsiste, le long du flanc sud de la terrasse carrée qui portait la maison forte, un bâtiment de plan rectangulaire allongé, couvert d'un toit à deux versants, flanqué à son extrémité ouest d'un pavillon en légère avancée sur ses deux façades, couvert d'un toit à croupes. Il comprend un sous-sol, un rez-de-chaussée surélevé, un étage carré, un demi-étage et vers la cour, un étage de comble éclairé par des lucarnes à croupes débordantes. Bâti en briques et pierres recouvertes d'un crépi ocre et percé de grandes baies, il parait dater du XIXe siècle. L'une des pièces est décorées de boiseries peintes du XVIe siècle, provenant d'un hôtel de Valence.
- L'église paroissiale de l'Assomption de la Sainte-Vierge. De cette église, construite au XVe siècle (et restaurée au milieu du XIXe siècle puis en 1953), il subsiste le chœur et la travée sous clocher[13]. On peut notamment y admirer, de part et d'autre d'une Vierge à l'Enfant, deux anges céroféraires de la fin du XVe siècle ou du début du siècle suivant, qui se trouvaient jadis au sommet des pignons des chapelles méridionales (statues classées MH le 3 mars 2003)[22].
- Le domaine des Druides. Sur 12 hectares de terres/prés et étang, arboretum.
- La Maison Gauloise. Elle est la copie de la demeure d'un chef Celte du Ier siècle tel qu'on pouvait la trouver sur la rive Ouest de la Saône.
- La tour Jérusalem. Edifiée au XVe siècle sous l'égide de la commanderie de Chalon-sur-Saône des hospitaliers de Saint Jean de Jérusalem. La bâtisse accueillait les voyageurs, il existe dans le mur ouest de la bâtisse un passe plat destiné à ravitailler les mendiants et des vestiges d'ouverture qui indique que l'on couchait à l'étage du bâtiment. Les armoiries du constructeur ont été intégré à l'intérieur de la bâtisse. Une copie de la statue de Saint Jean Baptiste, patron des hospitaliers a été remis en place dans la niche du mur Est du bâtiment.
- Les bords de Seille.

## Personnalités liées à la commune
- Paul Perrault.

## Pour approfondir